# Chiesa del Carmine (Forlì)
La chiesa del Carmine o chiesa della Madonna Annunziata del Carmine è una chiesa che sorge nel centro storico della città di Forlì. Fondata e in origine gestita dai carmelitani (è la prima fondata dall'ordine in Romagna), ora è sussidiaria della chiesa di San Mercuriale. Sorge sul corso Mazzini, un tempo chiamato borgo san Pietro, perché più o meno di fronte a essa si trovava la scomparsa chiesa di San Pietro in Scotto.

## Storia
Con il giungere nei territori dell'Emilia-Romagna dei religiosi appartenenti all'Ordine dei carmelitani, due fedeli di cui il cronista Paolo Bonoli riferisce i nomi, Orobono Oroboni e la moglie Caterina Bertini, concedono l'uso di edifici di loro proprietà per permettere ai religiosi di insediarsi nella zona. Il primo aprile 1348 occupano in effetti tali case. Questo territorio, detto Vigna dell'Abate, era in realtà proprietà dell'abbazia di San Mercuriale, dato che la famiglia Oroboni li possedeva come beni enfiteutici  Pertanto i carmelitani sono obbligati in principio a pagare all'abate di San Mercuriale una libbra di cera per l'uso della chiesa e mezza libbra per il convento e l'orto. Inoltre hanno l'obbligo di supportare l'abate nella cura delle anime.
Tra il 1348 e il 1350 viene eretta la prima chiesa, probabilmente di modeste dimensioni.
Tra il 1482 ed il 1490 c'è notizia della costruzione di una cappella realizzata da Maestro Lorenzo da Bologna, dove viene trasportato un affresco, ricordato sia nella cronaca del Novacula, sia in quella Albertina, riconoscibile nella Madonna del Carmine, nella terza cappella laterale dell'attuale chiesa. La cappella quattrocentesca viene intitolata alla Vergine Annunziata ed è per tale motivo che la chiesa comincia a essere chiamata chiesa della Madonna Annunziata. Le medesime cronache aggiungono che vengono costruite nel medesimo periodo altre due cappelle, dedicate a Sant'Alberto e Sant'Antonio, alzato il tetto e il 15 ottobre 1498 innalzato il campanile.
Con il passare dei secoli la chiesa di impianto romanico si dimostra decadente e troppo piccola per le esigenze della comunità, pertanto viene rinnovata a partire dal 15 agosto 1735 fino al 24 maggio 1746 su progetto dell'architetto forlivese Giuseppe Merenda e per cura di Luigi Laghi, generale dell'Ordine carmelitano, che fa apporre lo stemma della propria famiglia (aquila bicipite coronata e onde) sull'organo, al lati dell'altare e sugli armadi della sagrestia.
Con la soppressione degli ordini religiosi nel 1797 a seguito dell'invasione napoleonica, la chiesa, con annesso convento, vengono abbandonati e nel 1860 e poi ancora nel 1864 divengono caserma. La chiesa torna a essere officiata nel 1866, mentre il convento resta adibito a caserma. La facciata del convento viene rielaborata dall'architetto Giulio Zambianchi, che però mantiene l'impostazione settecentesca per gli interni.
Nel 1914 il governo italiano dichiara la chiesa monumento nazionale.
Nel 2015 i carmelitani abbandonano la città di Forlì e la chiesa passa in gestione al Vescovo. La chiesa resta aperta grazie all'intervento dei laici del Terz'ordine.
A settembre 2020 la chiesa viene chiusa perché il tetto è a rischio crollo. Partono quindi i lavori di restauro più urgenti, per garantire la sicurezza, che si concludono nel 2022. Nel 2024 vengono reperiti nuovi fondi per ulteriori interventi.

## Descrizione

### Esterno
La facciata della chiesa presenta forma a salienti. Essa rimane evidentemente incompiuta, come si nota dai mattoni disposti in modo da prevedere la sovrapposizione di una decorazione mai realizzata. Tuttavia questa diviene una cifra stilistica della chiesa stessa quando nel 1915 si decide di recuperare l'antico portale del Duomo, rimosso dopo i lavori del 1841, donato al Municipio di Forlì e rimasto nel frattempo nel cortile del Palazzo dei Signori della Missione. Il fatto che fosse smontato e non si fosse provveduto a realizzare dei disegni prima della rimozione ha dato problemi in fase di rimontaggio. Di sicuro viene montato su due zoccoli non originali, in modo da renderlo più slanciato. C'è la possibilità che alcuni elementi siano andati perduti e forse i santi non erano collocati sugli elementi circolare come appaiono ora. Tuttavia le modifiche non compromettono il valore dell'opera che resta affascinante testimonianza della vita rinascimentale della città. 

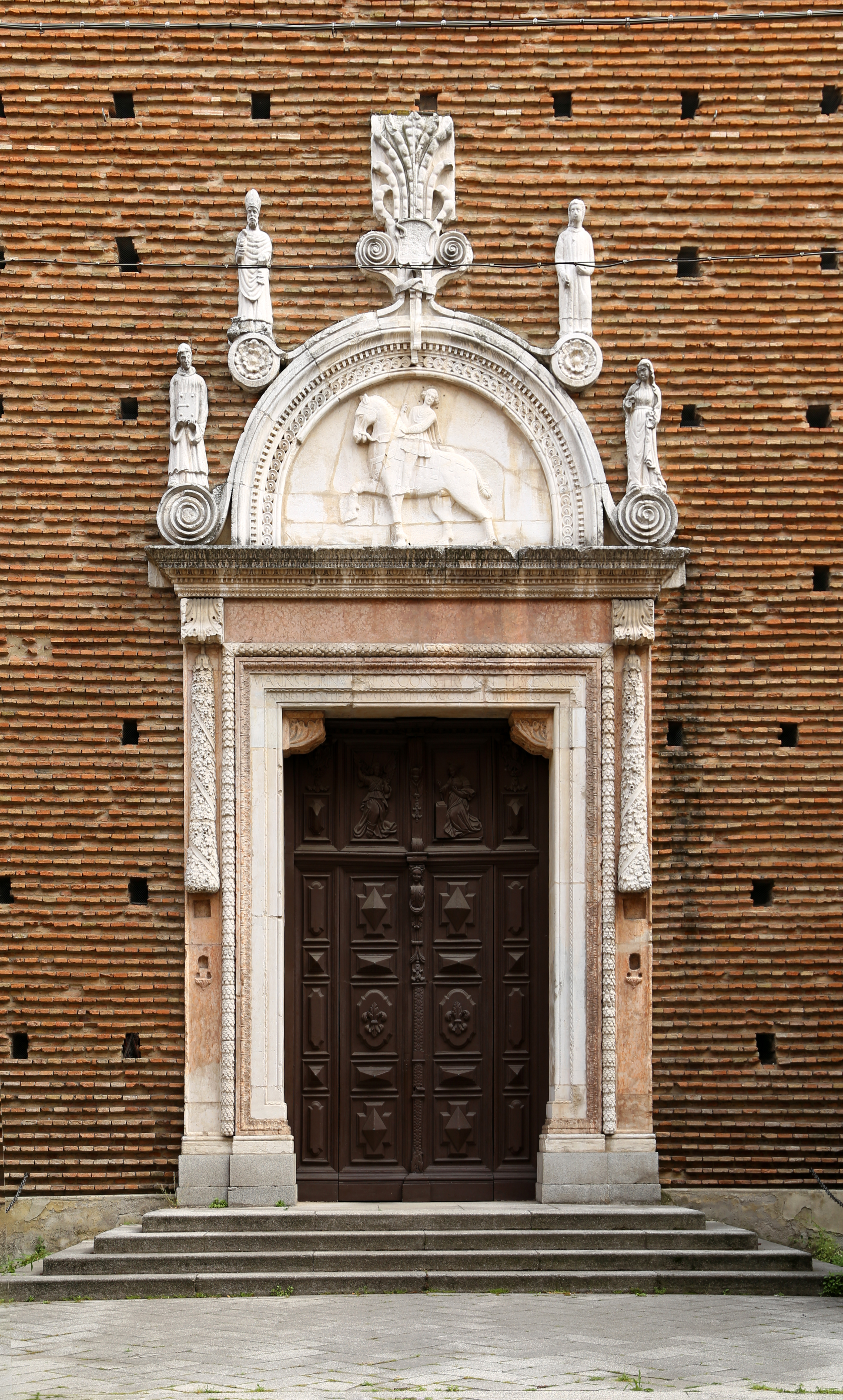
Il portale di Marino di Marco Cedrino, 1465

Il portale, realizzato da Marino di Marco Cedrino nel 1465, è scolpito in marmi bicromi, pietra d'Istria bianca e rosso veronese. L'organizzazione prevede l'apertura del portale e una lunetta decorata con sculture. La cornice è decorata con festoni ispirati al Tempio Malatestiano di Rimini. Sulla fascia in alto si legge in caratteri maiuscoli, "MARINVS CITRIVVS... NETVS CONSTRVXIT PRID. KAL. APRILIS. ANNO I PONTIFICATVS PAVLI PP. II. MCCCC.LXIIIII" e poi in caratteri greci telos, scritto con la lettera omega (non con la omicron) e con un sigma finale non molto leggibile. Il termine significa fine e dunque si dovrebbe riferire alla data di fine lavori riportata prima.
Il rilievo della lunetta mostra un personaggio a cavallo. L'interpretazione oscilla fra San Valeriano, che è in effetti raffigurato come cavaliere e che era un tempo co-dedicatario della cattedrale (di cui, come si è detto, il portale era l'ingresso) e uno degli Ordelaffi, signori di Forlì all'epoca della realizzazione. La presenza di quella che appare un'aureola e la collocazione religiosa renderebbe più logica l'interpretazione del personaggio come San Valeriano. 
Intorno alla lunetta compaiono quattro personaggi di dimensione più piccola, ora su elementi circolari che però molto probabilmente sono stati mal ricollocati nella ricostruzione. I personaggi sono, partendo da destra San Marcello, San Mercuriale, San Grato e Santa Elena. San Mercuriale è vestito da vescovo e schiaccia sotto i piedi un drago che appare un ibrido uccello (parte alta) e serpente (coda). i due santi Grato e Marcello sono ricordati come successori di San Mercuriale, più anziano il primo e con un libro in mano, più giovane il secondo. La testa di Grato era andata smarrita nel 1889 e fu rinvenuta nel podere di un uomo di nome Fussi, che provvide a restituirla al museo, consentendo di riassemblare la figura. L'ultimo personaggio, Sant'Elena, viene associata agli altri in quanto, secondo la sua agiografia, fu colei che ritrovò la Santa Croce a cui il Duomo è dedicato.
In cima a tutto si nota un elemento decorativo che al centro presentava uno stemma poi abraso, probabilmente quello degli Ordelaffi.

### Interno

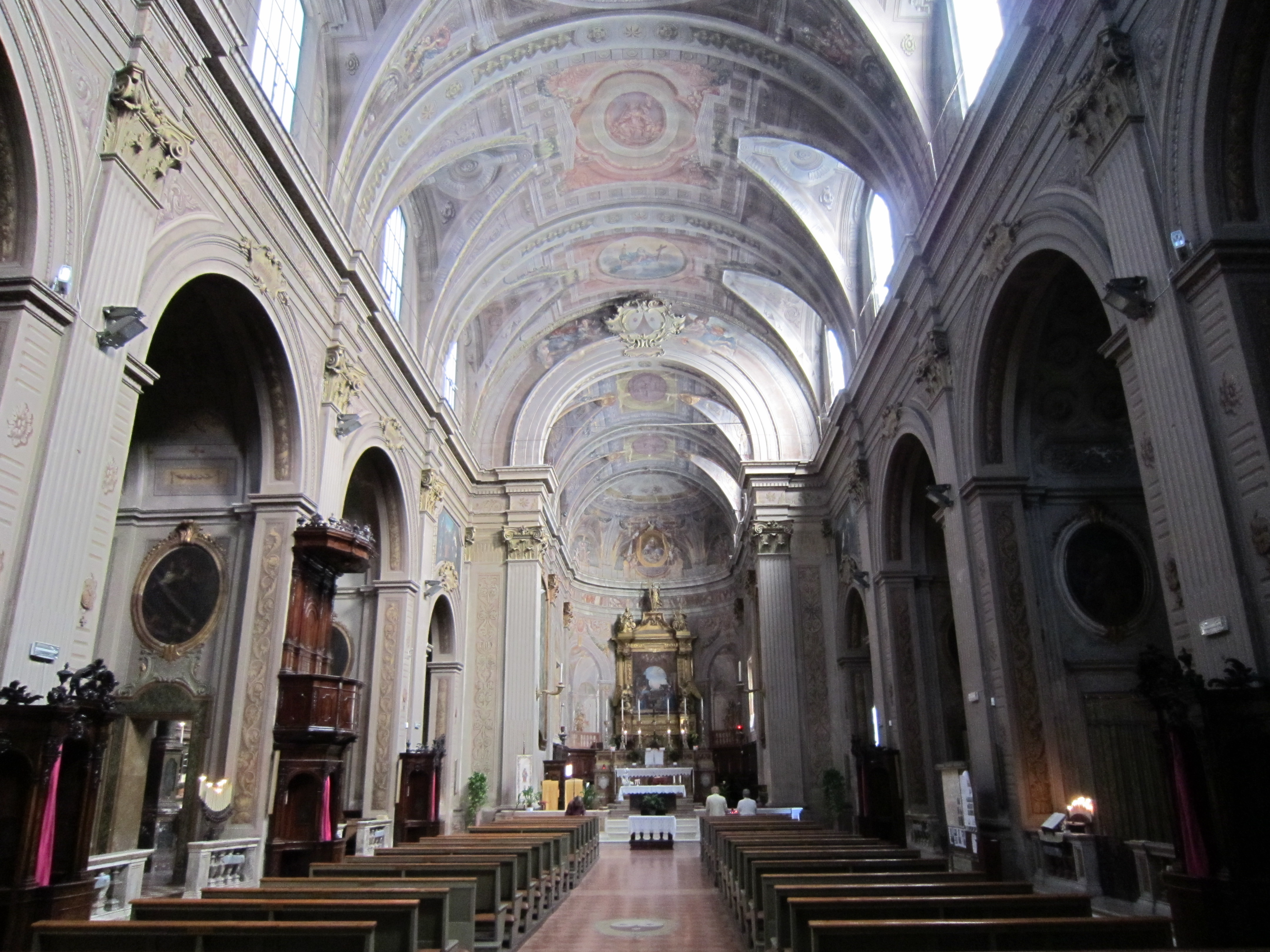
Interno

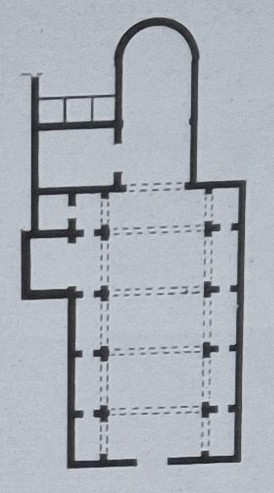
pianta

L'interno della chiesa, in stile barocco, è costituito da un'unica grande navata di 32,44 metri di lunghezza e 11,62 di larghezza. Esso colpisce particolarmente chi entra, per le decorazioni e il fasto, soprattutto considerando l'esterno spoglio.
Ai lati della navata si aprono cinque cappelle divise da lesene dai capitelli corinzi. Gli altari sono collocati solo in otto delle dieci cappelle, infatti l'ultima di destra è stata soppressa per creare un ingresso secondario all'edificio, e quella di sinistra consente l'accesso all'altar maggiore.
L'impianto decorativo viene realizzato da Gaetano Alemanni nel 1780 a cui si sostituiscono Giuseppe Marchetti e Giuseppe Albèri nel 1781-83.

#### Controfacciata

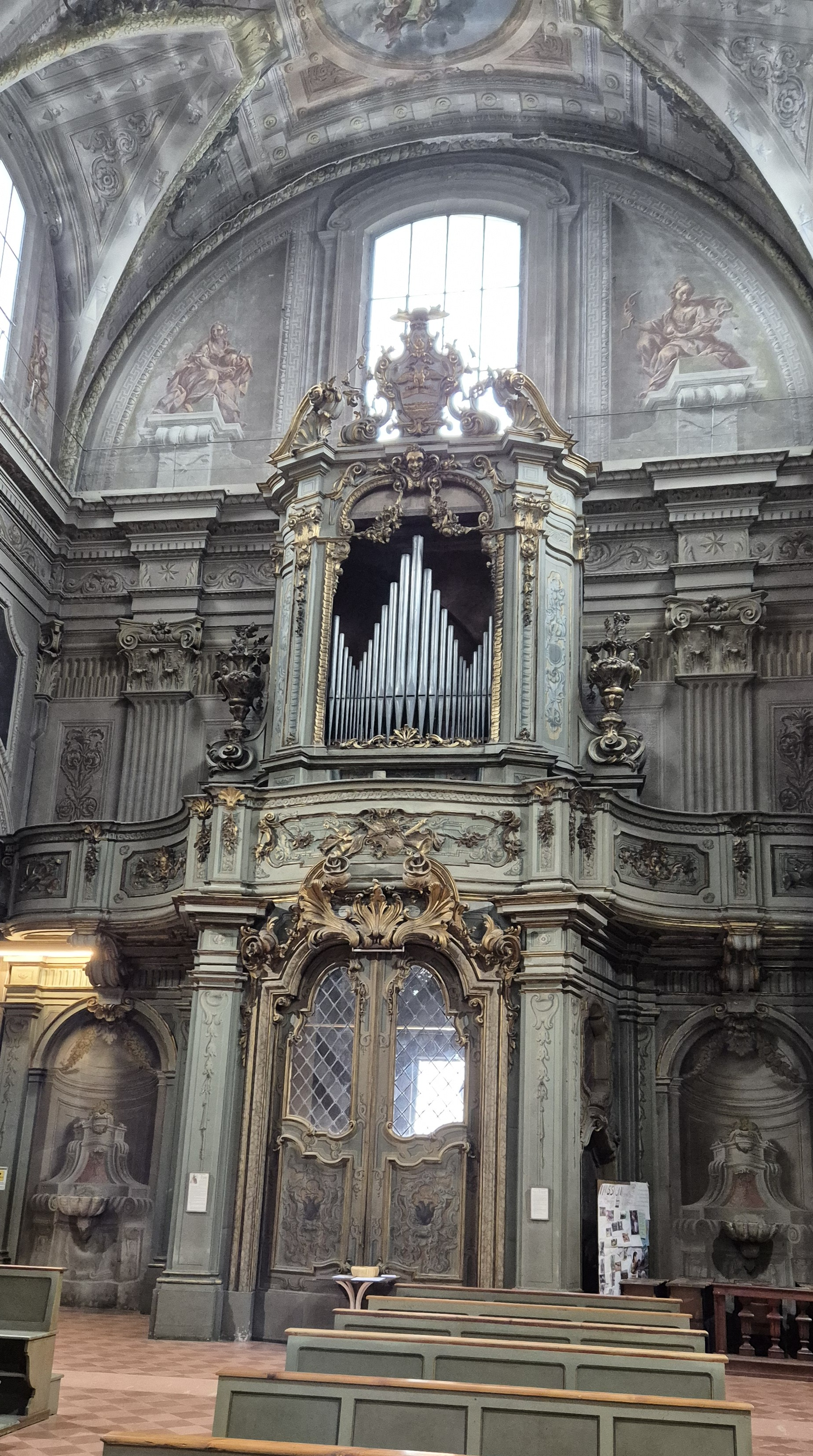
controfacciata

La controfacciata è ricchissima di elementi decorativi scolpiti e dipinti a trompe l'oeil, in modo da creare un'illusione stupefacente nel confronto fra il reale e il simulato, come avviene nel finto lavello che si trova sopra e sembra sostenere le conchiglie acquesantiere, elementi reali. La bussola è unita alla cantoria e alla cassa organaria in un unico blocco. Essa è di forma trapezoidale con tre porte arcuate decorate da ricche modanature dorate.
La cantoria ha la stessa profondità della bussola nella parte centrale, procedendo poi con uno sviluppo basato su forme concave e convesse che formano due ali rientranti. Anch'essa è decorata con molti elementi, cornici, conchiglie e strumenti musicali in parte dipinti, in parte dorati.
Sopra la cantoria si trova l'organo della metà del Settecento, realizzato dall'organaro Angelo Fabbri e racchiuso in una cornice molto complessa che termina con lo stemma di padre Luigi Laghi. L'apparato ligneo è intagliato da Marcantonio Mirri. 
Nella lunetta, di fianco alla finestra, in monocromo rosato, si incontrano le prime virtù (le altre sono nella volta), ovvero la Prudenza, con serpente e specchio e la Temperanza con anfora e fuso.

#### Decorazione della volta

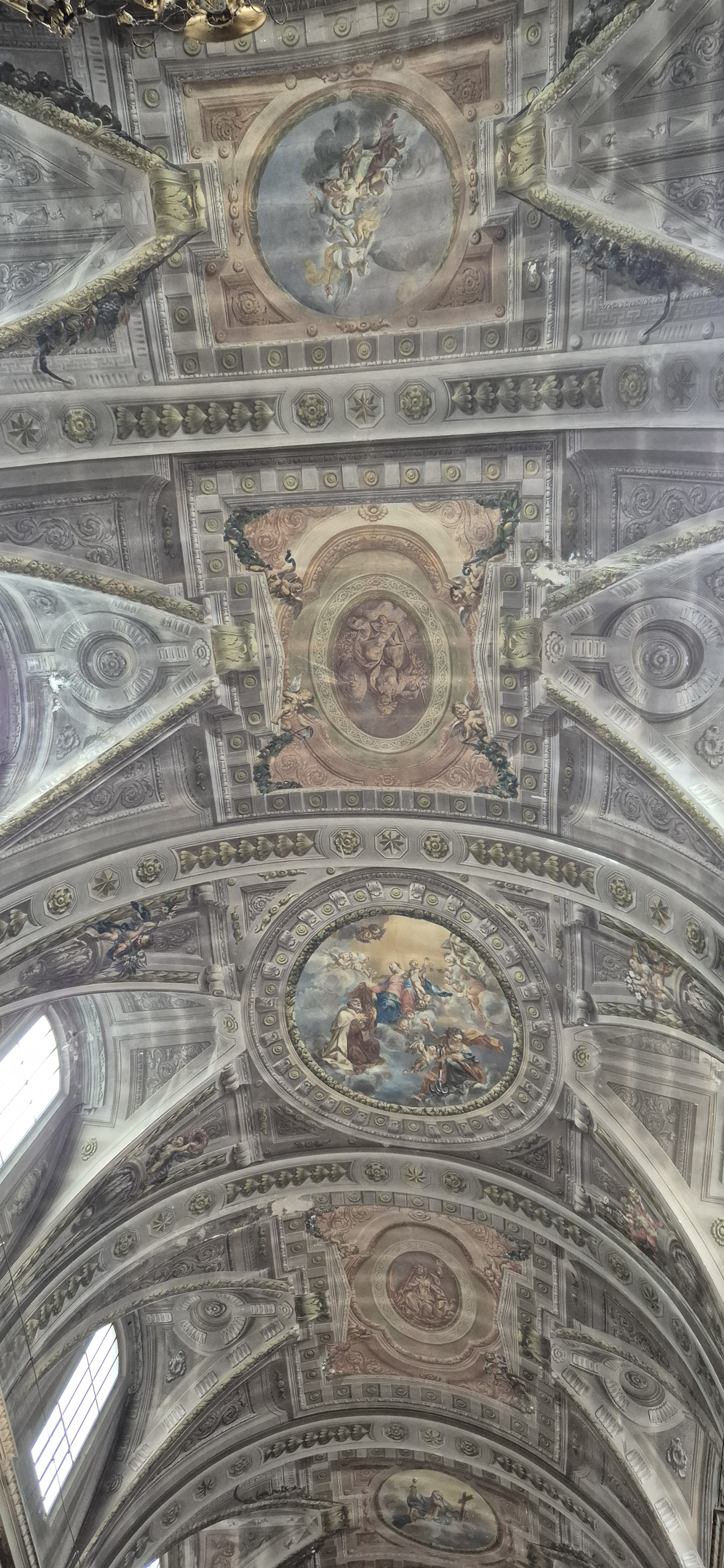
Decorazione della volta

La volta a botte è stata affrescata suddividendo i dipinti in cinque sezioni. Il lavoro viene iniziato da Gaetano Alemanni che già aveva decorato l'abside, ma, senza ragioni documentate, Alemanni interrompe il suo lavoro nella volta già nel 1880 e la committenza passa a Giuseppe Marchetti e Giuseppe Albèri nel 1781 e viene completata due anni dopo. La struttura architettonica è molto articolata e ricchissima di elementi decorativi. La volta poggia su un fregio aggettante sostenuto da lesene con capitelli corinzi dorati. Sopra ciascun altare si legge in un cartiglio la scritta UNUM EX SEPTEM, ovvero uno di sette, uno di sette altari a cui si aggiunge quello della terza cappella di destra dove si legge PRIVILEGIATUM ET EX SEPTEM, che lo identifica come l'altare privilegiato. In ciascuna porzione si trova un medaglione contenente figure allegoriche, due Virtù Cardinali (monocrome) e le tre Virtù Teologali (policrome). La Carità viene raffigurata come una giovane donna che abbraccia amorevole dei bambini. Sopra di lei un angelo offre al cielo un cuore ardente. 
Nel centro si trova l'allegoria della Speranza inserita però in un tondo più complesso e con ulteriori significati. La Speranza è infatti la donna con l'ancora che invita a guardare più oltre, verso la Vergine con il Bambino, al centro del tondo. La Vergine, qui raffigurata come Vergine del Carmelo per l'aspetto materno e protettivo, dona lo scapolare a San Simone Stock, inginocchiato di fronte a lei. Il tutto presenta una grande elaborazione, con molte figure e un senso di avvitamento tipicamente barocco che attrae lo sguardo verso il cielo.
La Fede è la più vicina alla zona presbiteriale e viene raffigurata come una donna velata con l'ostia e la croce. Questa iconografia è presente a Forlì anche in un dipinto conservato nella chiesa di Sant'Antonio Abate in Ravaldino.
In mezzo fra i tondi policromi si trovano, dipinte in monocromo ramato, le due virtù cardinali non presenti in controfacciata, ovvero la Fortezza, con armatura, lancia e scudo e la Giustizia, con spada e bilancia.

#### Cappelle laterali

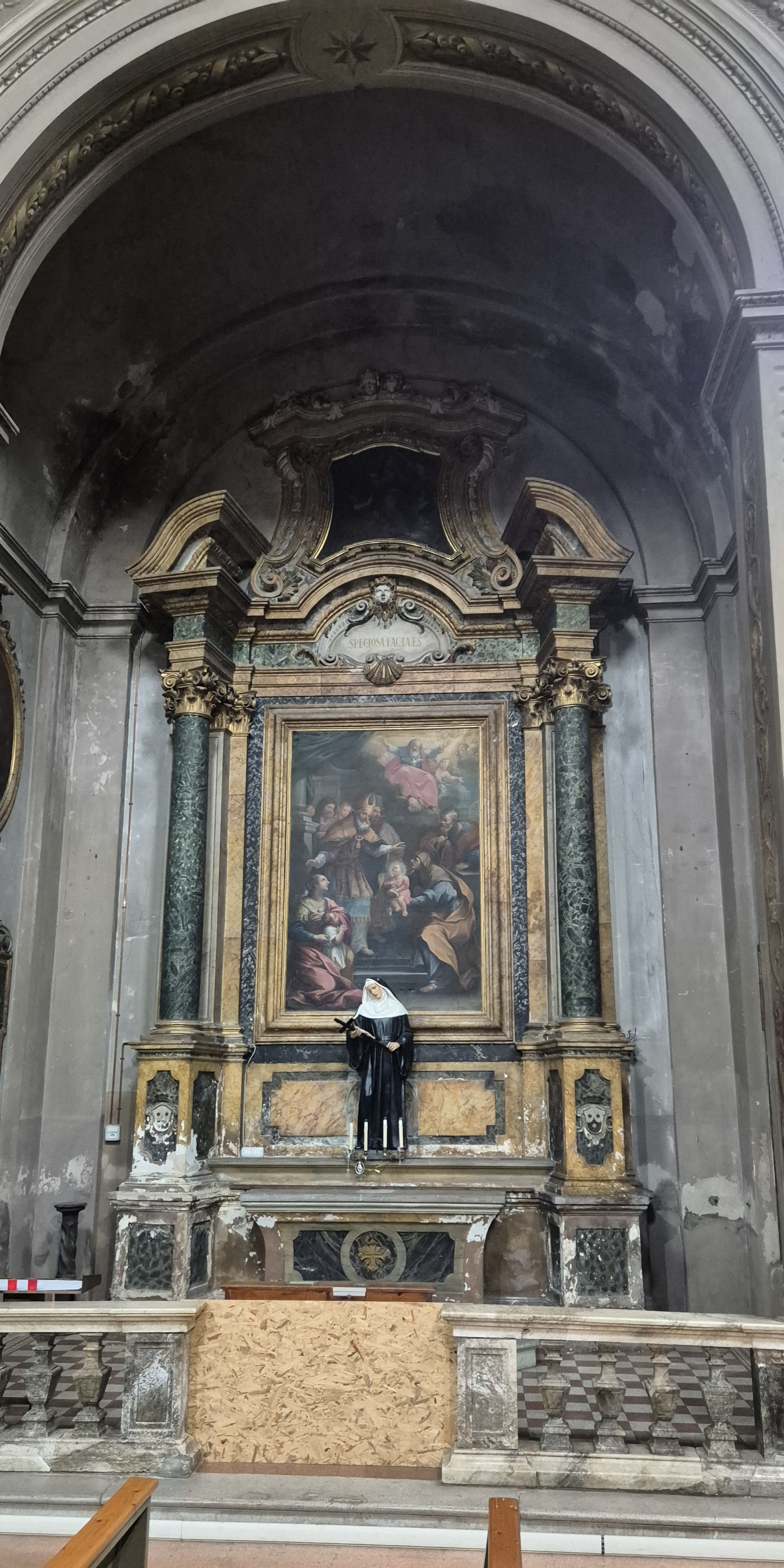
Seconda cappella a destra

L'impostazione delle cappelle è omogenea, con le quattro agli angoli più piccole e le sei centrali delle medesime dimensioni. Le sei uniformi hanno anche impostazione simile: chiuse da balaustre in marmo (1744-45) realizzate da Angelo da Meldola, hanno altari in finto marmo con predominanza del colore verde ed elementi in stucco dorato. Le cappelle comunicano le une con le altre mediante delle porte su cui sono collocati dei tondi con cornici in finto marmo dipinto che contengono oli su tela con episodi sacri.
Nella prima cappella a destra si trova un altare qui portato nel 1918 da Sant'Apollinare Nuovo di Ravenna, un dipinto di autore forlivese del primo Settecento con l'Educazione della Vergine e un Crocifisso con ai lati l'Addolorata e San Giovanni. Il tondo è di Antonio Fanzaresi e rappresenta Un servo che annuncia al profeta Elia l'apparizione della nube miracolosa.
Nella seconda cappella a destra si trova la pala d'altare di Antonio Fanzaresi con la Presentazione della Vergine al tempio, mentre gli ovali sono attribuiti ad Antonio Belloni.

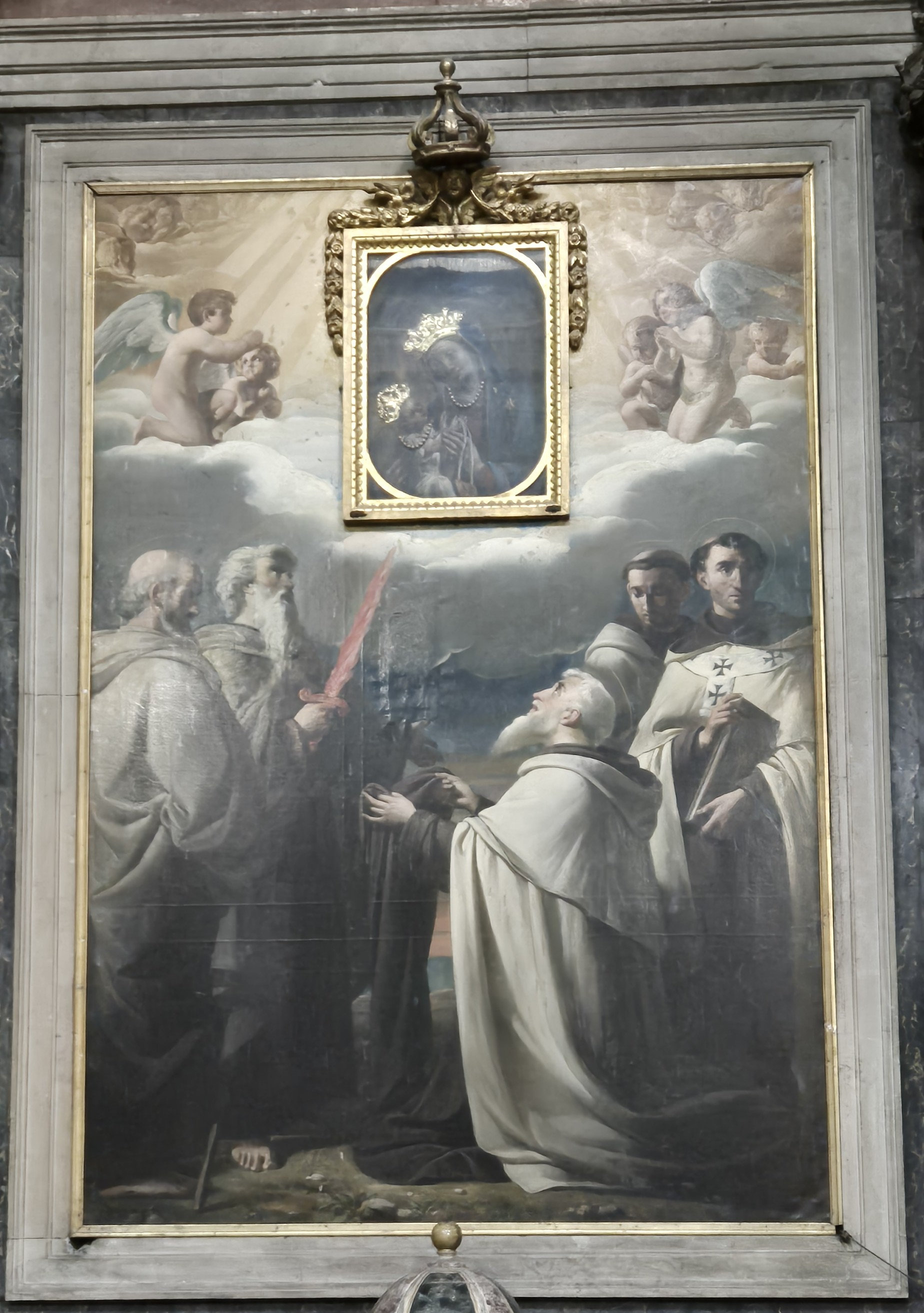
Pompeo Randi, I profeti Elia ed Eliseo e i santi Simone Stock, Alberto Avogadro e Brocardo

L'altare della terza cappella è stato realizzato nel 1830, per volontà del canonico Angelo Poggiolini, sostituendo l'altare gemello degli altri. Si presenta quindi con forme diverse, di gusto più neoclassico che barocco. Inoltre la decorazione pittorica interna è complessa, comprendendo un quadro dentro un quadro. Infatti dentro all'opera di Pompeo Randi I profeti Elia ed Eliseo e i santi Simone Stock, Alberto Avogadro e Brocardo viene inserita l'immagine quattrocentesca nota come Madonna del Carmine. Questa apparteneva alla prima fase realizzativa della chiesa e si trovava in origine in un muro esterno, ma era stata preservata quando il muro era stato abbattuto e inserita nella cappella dell'Annunciata, che poi aveva dato il nome all'intera chiesa. Sull'impianto quattrocentesco si notano alcune ridipinture di Giuseppe Marchetti che ritoccò l'immagine. Gli ovali laterali sono opera di Antonio Belloni. 
La quarta cappella a destra è dedicata alle sante Teresa di Gesù e Maria Maddalena de' Pazzi. Viene terminata nel 1754 da Cosimo Pazzi dove esisteva una cappella precedente dedicata alla sola Teresa. Il dipinto è di Jacopo Alessandro Calvi, pittore bolognese che anticipa il Purismo ottocentesco.
L'ultima cappella a destra è dedicata a Antonio da Padova e occupa lo spazio dell'antica cappella dell'Addolorata. Per la paternità del dipinto qui contenuto si è proposto il nome di Antonio Fanzaresi, ma anche di Benedetto Gennari il giovane o Francesco Albani, che retrodaterebbero la realizzazione. Il tondo è di Antonio Fanzaresi e raffigura Elia soccorso dall'angelo.
Le cappelle a sinistra iniziano con quella dedicata a San Giuseppe (ma prima era dedicata a Sant'Antonio Abate) e contiene le statue in cartapesta della bottega Graziani di Faenza di San Giuseppe e Santa Teresa di Gesù. I tondi sono di Antonio Fanzaresi e rappresentano La nascita del Profeta Elia e Il profeta Elia che rimprovera i messi di Ocozia.
La seconda cappella è dedicata a Sant'Andrea Corsini con una tela di Felice Andrea Bondi (prima del 1721). Viene rappresentata L'apparizione della Vergine al santo nella Certosa di Firenze. La Vergine, seduta sulle nubi, cinge le spalle del santo, indicandogli la mitria vescovile, simbolo della sua missione. Più in alto si vede un santo con un coltello, forse San Bartolomeo. I modi cignaneschi sono stemperati da un influsso classico della pittura di Carlo Maratta, un'opera del quale, La Vergine e San Francesco di Sales, era presente nella chiesa di San Filippo, prima di venire trasferita in Pinacoteca.
La terza cappella ha come protagonista Sant'Angelo martire, con una pala dove Andrea Barbiani raffigura Angelo che incontra San Francesco e Sant'Antonio a Roma (1219) e riceve da loro la profezia del martirio, profetizzando a sua volta a Francesco la comparsa delle stimmate. Insieme con i tre santi compare l'allegoria della Fede, velata in alto con in mano calide e ostia e vicino la croce e un'allegoria della concupiscenza e dei vizi capitali, ovvero una donna prostrata con serpentelli che escono dalle mani e schiacciata da un puttino con spada e palma del martirio, affiancato a un secondo con un libro in mano. La composizione, pur molto elaborata, appare equilibrata con figure armoniose e fluenti.
La quarta cappella è dedicata a un santo carmelitano di Trapani, Alberto, morto a Messina nel 1307. Nella pala è raffigurato un miracolo dove il santo restituisce la vista a un giovane cieco. L'opera è stata attribuita a Paolo Cignani o a Giuseppe Marchetti.

#### Abside

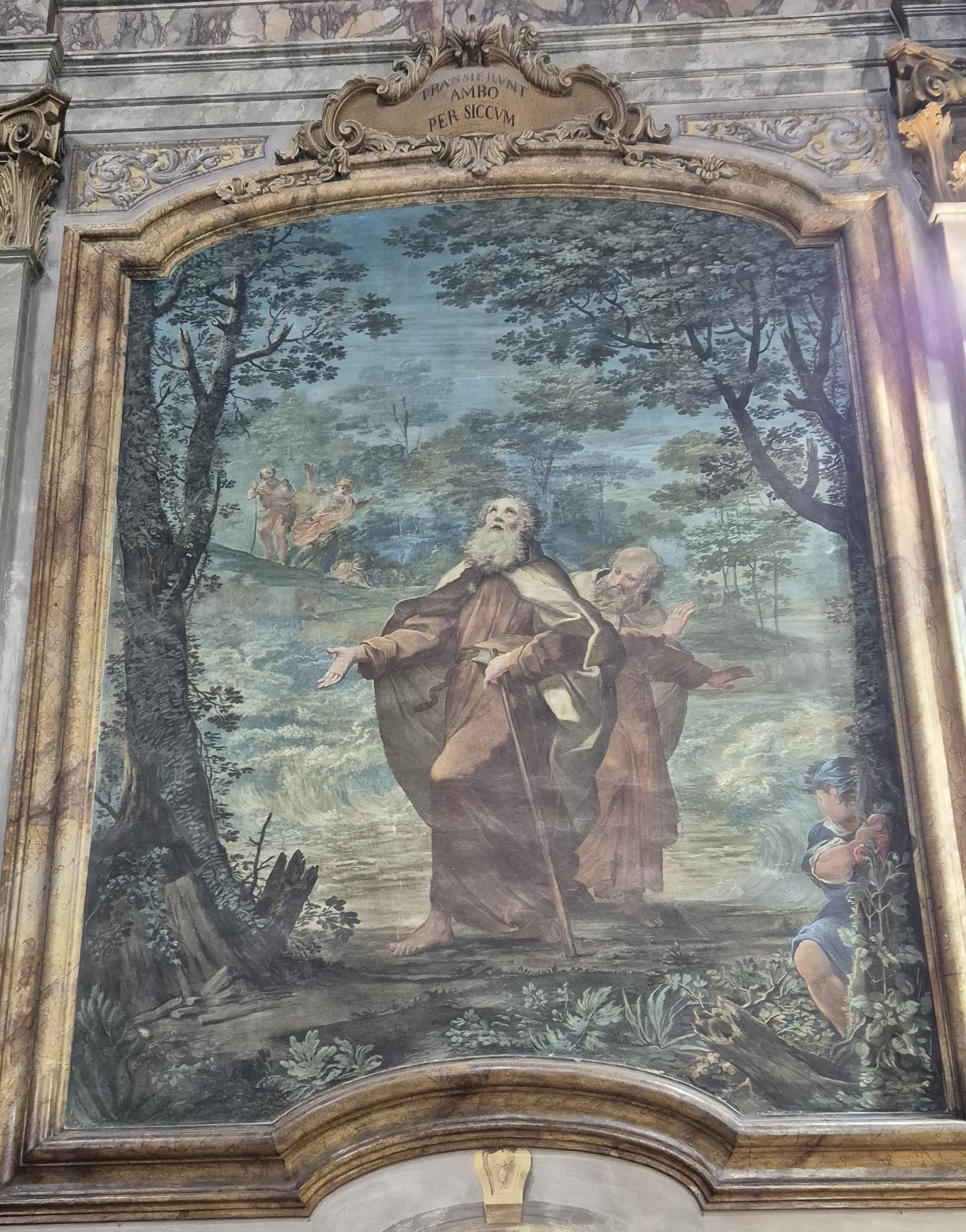
Pietro Micheli, Elia ed Eliseo attraversano il fiume Giordano

All'ingresso la zona presbiteriale presenta due dipinti del 1745 dell'artista fiorentino Pietro Michieli. Essi sono realizzati a tempera con colori brillanti stesi con pennellate vibranti per simulare due grandi arazzi inseriti in cornici in finto stucco dipinto. Essi raffigurano due episodi con protagonista il profeta Elia, particolarmente caro ai Carmelitani, in quanto profeta ascetico e vissuto sul monte Carmelo. Nell'episodio di destra si fa riferimento al Libro IV dei Re. Elia ed Eliseo passano il fiume Giordano senza bagnarsi, osservati da un ragazzo in primo piano. Sullo sfondo i discepoli di Elia, chiamati Figli del profeta. Elia sta per essere rapito in cielo e infatti volge lo sguardo verso l'alto, Eliseo, colpito dal prodigio, cerca di stargli vicino, sperando di ereditare il suo spirito profetico.

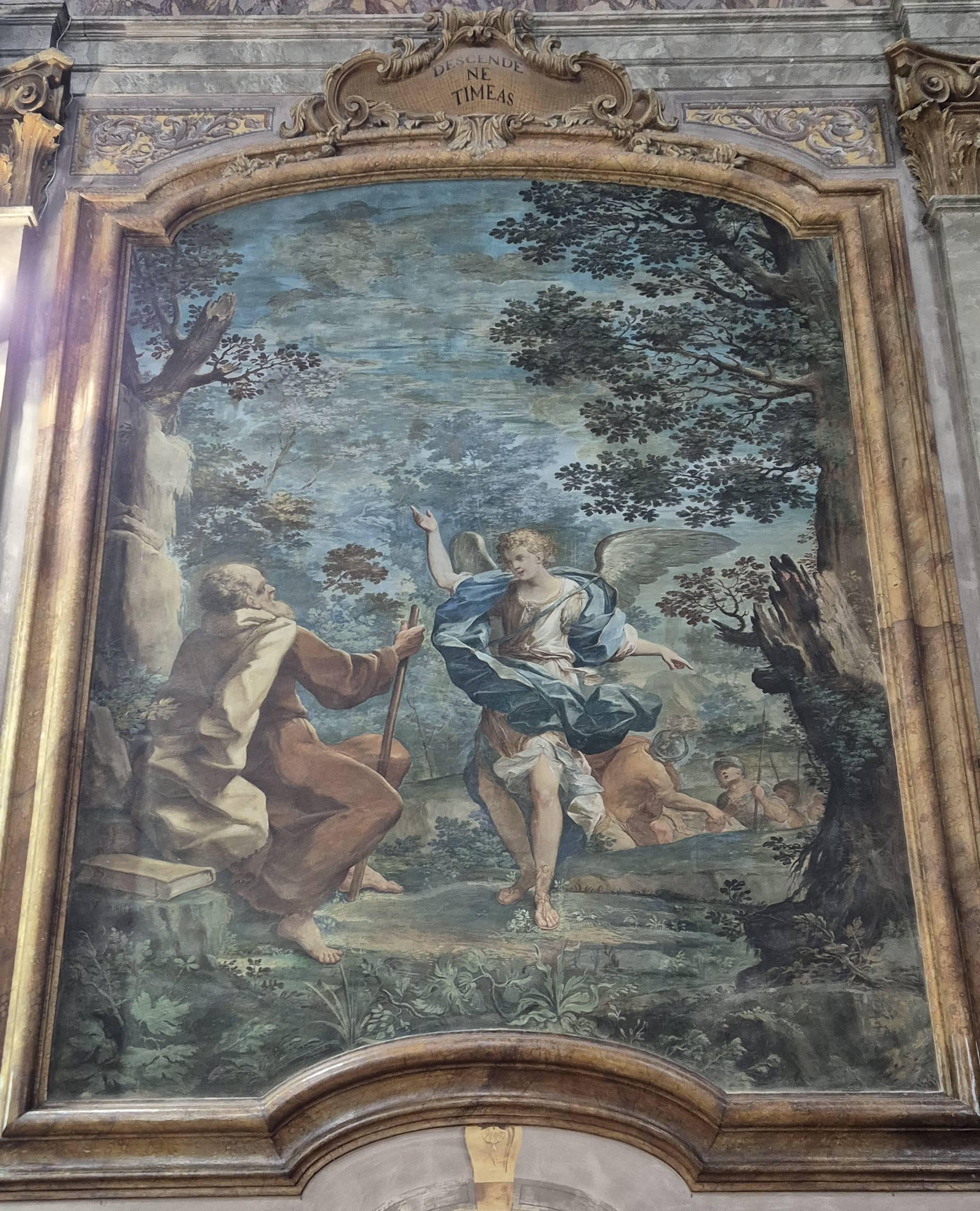
Pietro Micheli, Elia e l'angelo

L'altro episodio è tratto dal libro IV dei Re (cap.1, v.15) e mostra Elia, che si è ritirato sul Carmelo a meditare. Egli infatti non approva il fatto che il re Ocozia abbia fatto consultare Beelzebub, dio di Accaron. Il re vorrebbe parlare a Elia e gli manda cinquanta soldati che però vengono divorati dal fuoco. Per due volte i soldati sono respinti. Alla terza un angelo dice a Elia di scendere senza timore. La scena raffigurata è la conclusione della storia, con l'angelo dominante nello spazio che con gesto armonico indica a Elia il comportamento corretto.

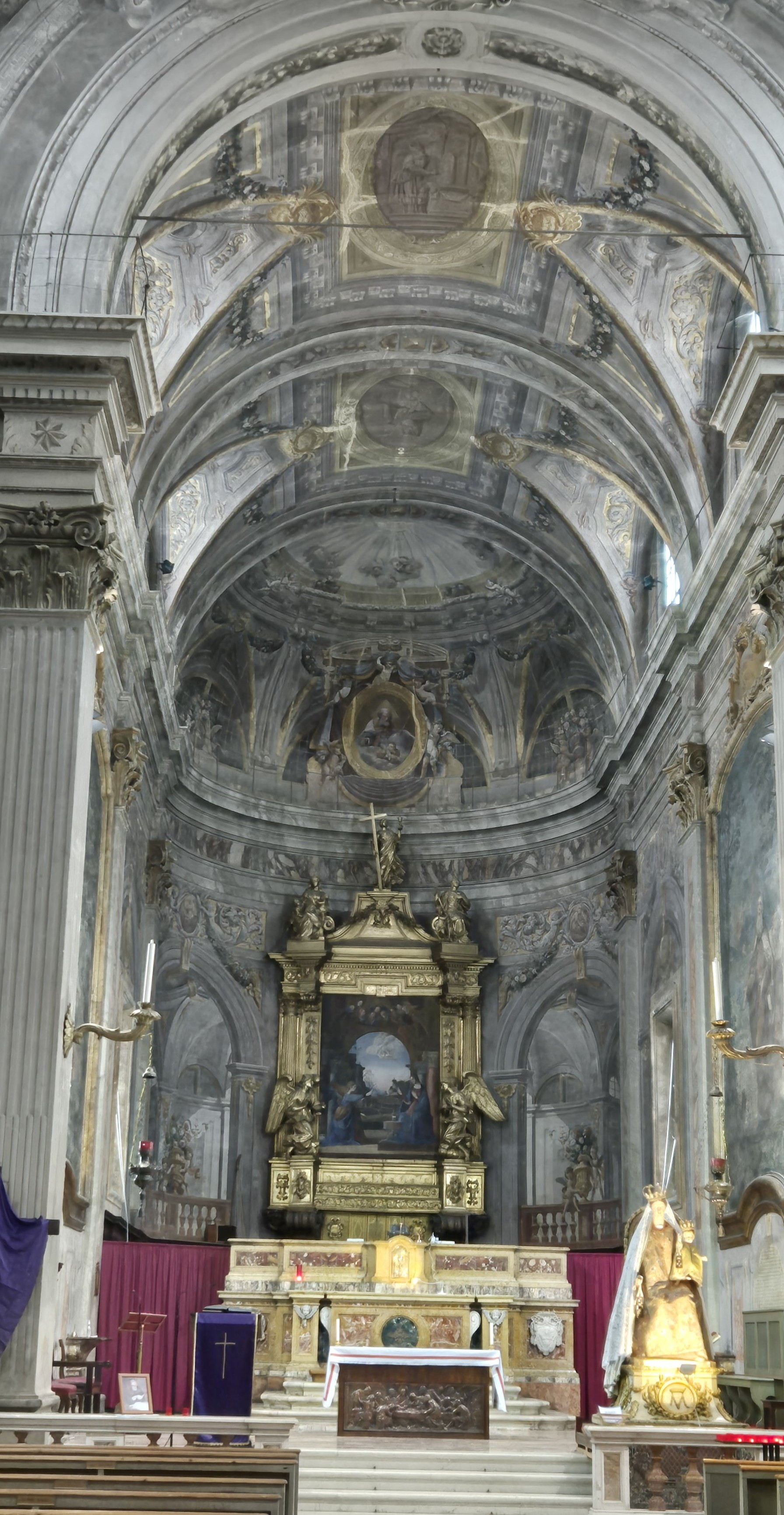
Zona absidale

L'abside viene decorata da Gaetano Alemanni nel 1779. Il catino absidale raffigura il Paradiso che reca il monogramma mariano. Sotto si trova una complessa decorazione che simula finestre e architetture e tre tondi, uno, centrale, con Dio Padre con lo scettro e il globo e gli altri due laterali e dipinti a monocromo con le raffigurazioni dell'Antico Testamento (un sacerdote ebraico con le tavole della legge) e del Nuovo Testamento (un pontefice romano con le chiavi).
Centrale si trova una copia dell'Annunciazione di Marco Palmezzano realizzata da Claudio Zampanelli nel 1899. L'opera originale di Palmezzano, un tempo conservata all'interno della chiesa nella cappella dell'Annunciazione, fu trasferita nel 1866 nella Pinacoteca Civica di Forlì. La cornice che la circonda è invece un capolavoro scolpito in legno dorato. Oltre ai raffinati elementi decorativi si notano cinque statue a tutto tondo, ovvero due angeli inginocchiati e le allegorie in forme femminili di Fede (con calice e grande croce), Speranza (con ancora) e Carità (con bambini).
L'altare è interamente realizzato nel 1754 in marmi preziosi dai marmisti Toschini di Ravenna: giallo e rosso di Verona, verde antico, rosso di Francia e marmo di Carrara con cui sono realizzati i putti e gli stemmi della famiglia Laghi. Il tabernacolo aveva un piccolo trono ora scomparso ed è in giallo veronese. 
Di fronte alla zona presbiteriale si trova la statua della Madonna del Carmine, realizzata nel 1751 dalla bottega Ballanti Graziani di Faenza.

#### Arredi
Gli arredi sacri, oltre ai già citati altari ed elementi decorativi, sono in prevalenza in legno. Il pulpito risale al 1745 ed è stato eseguito da Giacomo Cantarelli in legno di noce naturale con forma poligonale e decorato con elementi architettonici.
I confessionali sono cinque di cui quattro uguali, uno, quello sotto il pulpito, diverso dagli altri. Essi sono stati realizzati nel 1752 da Marcantonio Mirri.
Anche il coro è in legno di noce e non si vede dalla navata perché coperto dall'altare e da tendaggi. Esso risale alla fase precedente della vita della chiesa ed era quindi pensato per essere collocato in un'abside quadrangolare. Nel 1734 gli stalli vengono quindi adattati alla forma tondeggiante da Antonio Fratini e Girolamo Maroncelli.